# Lista hetmanów w okresie Hetmanatu
Lista hetmanów w okresie Hetmanatu.

## Hetmani całego Hetmanatu
- Bohdan Chmielnicki (Богдан Хмельницький) – 1648–1657
- Iwan Wyhowski (Іван Виговський) – 1657–1659
- Iwan Bezpały (Іван Безпалий), hetman nakaźny – 1659
- Jerzy Chmielnicki (Юрій Хмельницький), hetman 1659–1663

## Hetmani prawobrzeżni
- Paweł Tetera (Павло Тетеря) hetman prawobrzeżny – 1663–1665
- Stepan Opara (Степан Опара) hetman prawobrzeżny – 1665
- Piotr Doroszenko (Петро Дорошенко) hetman prawobrzeżny – 1665–1676
- Stepan Wdowyczenko (Степан Вдовиченко), hetman zaporoski – 1668
- Michał Chanenko (Михайло Ханенко) hetman prawobrzeżny – 1669–1674
- Samuel Samuś (Самійло Самусь) hetman nakaźny prawobrzeżny – 1672–1687
- Ostap Hohol (Остап Гоголь) hetman nakaźny prawobrzeżny – 1676–1677
- Jerzy Chmielnicki (Юрій Хмельницький) hetman prawobrzeżny – 1678–1681
- Stefan Kunicki (Степан Куницький) hetman prawobrzeżny – 1683–1684
- Filip Orlik (Пилип Орлик) hetman prawobrzeżny oraz na emigracji – 1710–1742

## Hetmani lewobrzeżni
- Jakym Somko (Яким Сомко), hetman nakaźny lewobrzeżny – 1663
- Iwan Brzuchowiecki (Іван Брюховецький), hetman lewobrzeżny – 1663–1668
- Danyło Jermolenko (Данило Єрмоленко), hetman nakaźny lewobrzeżny – 1665
- Petro Doroszenko (Петро Дорошенко) hetman lewobrzeżny – 1668–1669
- Damian Mnohohriszny (Дем'ян Многогрішний), hetman lewobrzeżny – 1669–1672
- Iwan Samojłowycz (Іван Самойлович) hetman lewobrzeżny – 1672–1687
- Iwan Mazepa (Іван Мазепа), hetman lewobrzeżny – 1687–1709
- Iwan Skoropadski (Іван Скоропадський), hetman lewobrzeżny – 1709–1722
- Pawło Połubotok (Павло Полуботок), hetman lewobrzeżny – 1722–1724
- Daniel Apostoł (Данило Апостол), hetman lewobrzeżny – 1727–1732
- Cyryl Razumowski (Кирило Розумовський), hetman lewobrzeżny – 1750–1763

Od roku 1775 tytuł hetmana wojsk kozackich przysługiwał panującej rodzinie carskiej.